# In Darkness
In Darkness (En la oscuridad) (en polaco: W ciemności) es una película del año 2011 de la realizadora Agnieszka Holland basada en eventos reales.
La historia de Leopold Socha, durante el Gueto de Lviv que escondió en las cloacas de la ciudad a una veintena de judíos. 
Dedicada a Marek Edelman, es una coproducción Polaco-Canadiense con guion de David F. Shamoon basado en  In the Sewers of Lvov (1990) de Robert Marshall y luego confirmado por las memorias de Krystyna Chiger,  The Girl in the Green Sweater: A Life in Holocaust's Shadow (2008)

## Elenco
- Robert Więckiewicz como Leopold Socha
- Benno Fürmann - Mundek Margulies
- Agnieszka Grochowska - Klara Keller
- Maria Schrader - Paulina Chiger
- Herbert Knaup -  Ignacy Chiger
- Kinga Preis - Wanda Socha
- Krzysztof Skonieczny - Szczepek Wróblewski

Fue exhibida en Chicago
y nominada para el Premio Oscar al film extranjero